# Agrarisch Kredietfonds
Het Agrarisch Krediet Fonds (AKF) is een Surinaamse kredietfaciliteit.
Het AKF werd begin 2008 in het leven geroepen en kende een startkapitaal van 2,3 miljoen euro die afkomstig was uit de Verdragsmiddelen. De doelgroep van het fonds bestaat uit kleine en middengrote ondernemers uit de landbouw-, veeteelt- en visserijsector met een maximale bedrijfsomvang van 75 hectare. Uit het krediet kunnen de ondernemers een krediet opnemen met een maximum van 200.000 Surinaamse dollar tegen een rentepercentage van 6,75%. Hierbij zijn de eerste zes maanden aflossingsvrij en is de totale aflossingstermijn tien jaar. Dit rentepercentage was laag ten opzichte van de gangbare marktprijs. Toen de prijzen voor padie (ongepelde rijst) in 2014 laag waren, werd er vanuit de rijstsector niettemin op aangedrongen het rentepercentage te verlagen naar 3%. Nadat begin 2015 ruim de helft van de leningen in de rijstsector niet werd afgelost, staakte het AKF met kredieten tot 35.000 dollar zonder dekking.
Het fonds werd beheerd door de Landbouwbank. In het bestuur werden vier plaatsen aangewezen door de overheid en drie door de sector. In 2008 werden kandidaten uit de sector aangedragen door onder meer Agras (landbouwers), de pluimveesector, de Vereniging van Surinaamse Melkboeren (VSMB) en de Veehoudersbond Suriname (VHB). In 2015 besloot minister Soeresh Algoe van Landbouw, Veeteelt en Visserij om het AKF om te vormen tot een zelfstandige kredietentiteit. Nadat er verschillende constructies de revue passeerden om het fonds onder te brengen bij banken, besloot minister Lekhram Soerdjan in december 2018 het per staatsbesluit op te heffen en onder te brengen bij de Nationale Ontwikkelingsbank (NOB).
Enkele maanden na het aantreden van de regering-Santokhi, in oktober 2020, toonden de Verenigde Staten interesse in het beschikbaar stellen van financiële faciliteiten voor het AKF en kleine en middengrote bedrijven in de agrarische sector. Enkele weken later sprak minister Albert Ramdin van Buitenlandse Zaken, Internationale Business en Internationale Samenwerking eveneens over versterking van het AKF met vier ambtgenoten in Nederland. In dit overleg was financiering vanuit de overgebleven Verdragsgelden de overweging.
Het Agrarisch Kredietfonds rond anno 2022 inactief.